# Kocin Kociński Trio
Kocin Kociński Trio – trio jazzowe, które powstało w 2011 roku. Repertuar zespołu to przede wszystkim kompozycje saksofonisty Macieja „Kocina” Kocińskiego.  
W styczniu 2013 roku nakładem wytwórni Allegro Records ukazał się pierwszy album zespołu zatytułowany „Proverbs 3:5”, na którym gościnnie wystąpili Kuba Badach i Patrick Jiya. Dzięki temu albumowi Maciej „Kocin” Kociński w 2014 roku został nominowany do Nagrody Muzycznej Fryderyki w kategorii debiut jazzowy.
Muzycy Kocin Kociński Trio wraz z pianistą Krzysztofem Dysem współtworzą także kwartet Soundcheck, z którym stale koncertują. Wspólnie zdobywali nagrody na krajowych i zagranicznych konkursach jazzowych. W tym składzie nagrali kilka bardzo dobrze przyjętych w Polsce i za granicą albumów.
W 2011 roku Maciej „Kocin” Kociński został nominowany do Nagrody Muzycznej Fryderyki w kategorii jazzowy kompozytor roku za album „Soundcheck III druglum”, a w 2012 roku w tej samej kategorii za album „Marysia - wiersze z Kazachstanu”.

## Skład zespołu
- Maciej „Kocin” Kociński - saksofony, EWI, elektronika
- Andrzej Święs – kontrabas, gitara basowa
- Krzysztof Szmańda – perkusja, instrumenty perkusyjne

## Dyskografia
- Proverbs 3:5 (2013)
- 14 SHORTS STORIES (2022)[1]